# Tristramella magdalainae
Tristramella magdalainae es una especie de peces de la familia Cichlidae en el orden de los Perciformes.

## Morfología
Los machos podían llegar alcanzar los 13 cm de longitud total.

## Alimentación
Comía detritus, algas y otras plantas.

## Hábitat
Era una especie de clima subtropical

## Distribución geográfica
Se encontraba en el rodal de Damasco (Siria).

## Estado de conservación
Se cree que se extinguió porque su hábitat se vio afectado por la sequía, la contaminación y la extracción de agua.